# Fichtelgebirge
Fichtelgebirge er en  bjergkæde  i den nordøstlige del af delstat Bayern i Tyskland. Den strækker sig fra dalen ved  floden  Main  til den tjekkiske grænse, hvor den går over i  Erzgebirge, som igen er en del af Böhmerwald. En del af området,  1020 km², er udlagt til Naturpark Fichtelgebirge.
Det højeste bjerg er Schneeberg på 1.051 meter over havet. Andre bjerge i kæden er:
- Ochsenkopf (1024 m)
- Platte (Steinwald) (946 m)
- Kösseine (939 m)
- Großer Kornberg (827 m)

Følgende floder har deres udspring i Fichtelgebirge: Weißer Main, Saale, Eger (tjekkisk: Ohře) og Fichtelnaab, som senere løber sammen  med Waldnaab. Ved foden af bjergene ligger byerne  Bayreuth og Hof.
Bjergene stiger brat i vest, mens de falder roligt  mod nord og syd. 